# John Haviland

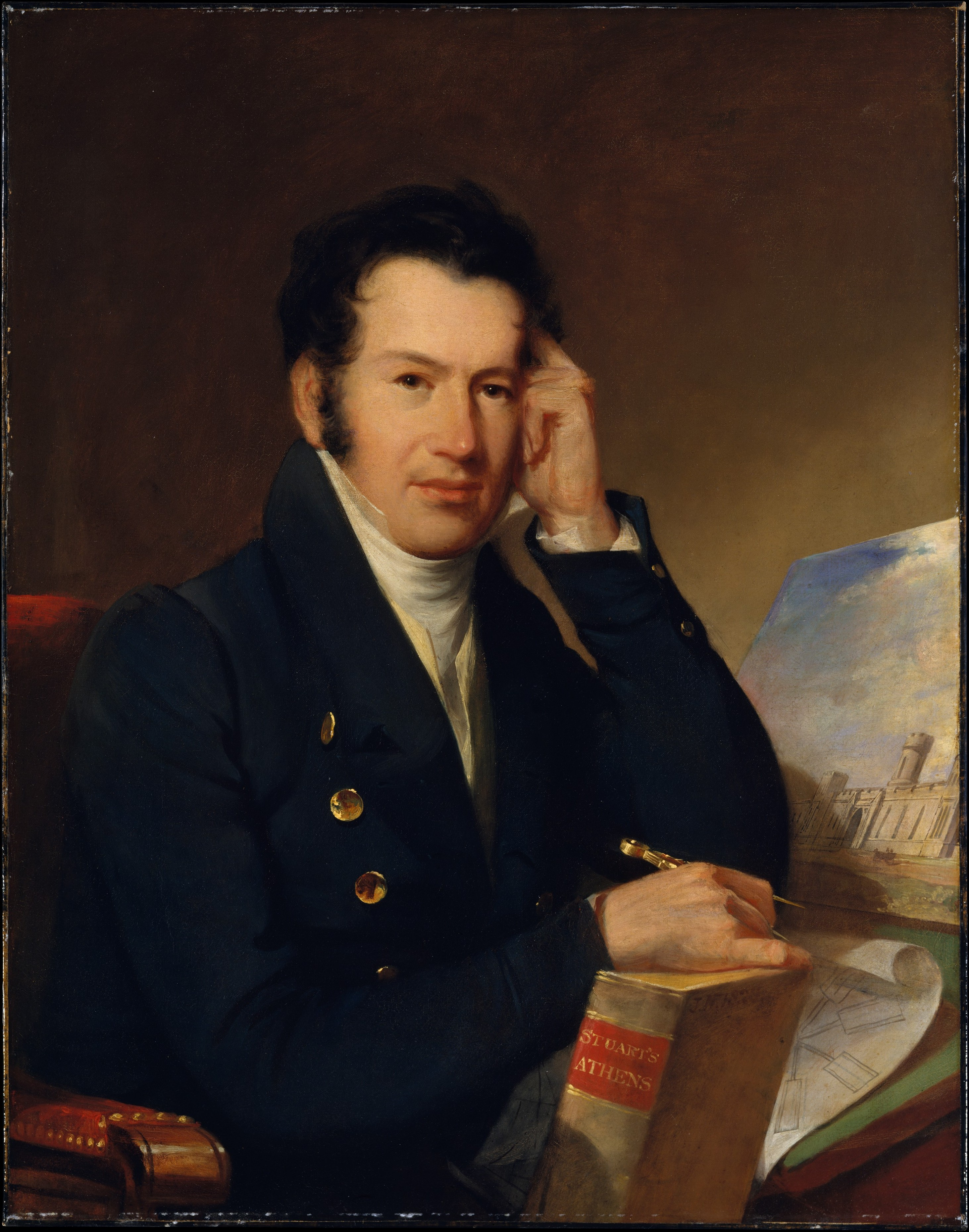
Gemälde von John Haviland von John Neagle (1828) – heute im Metropolitan Museum of Art

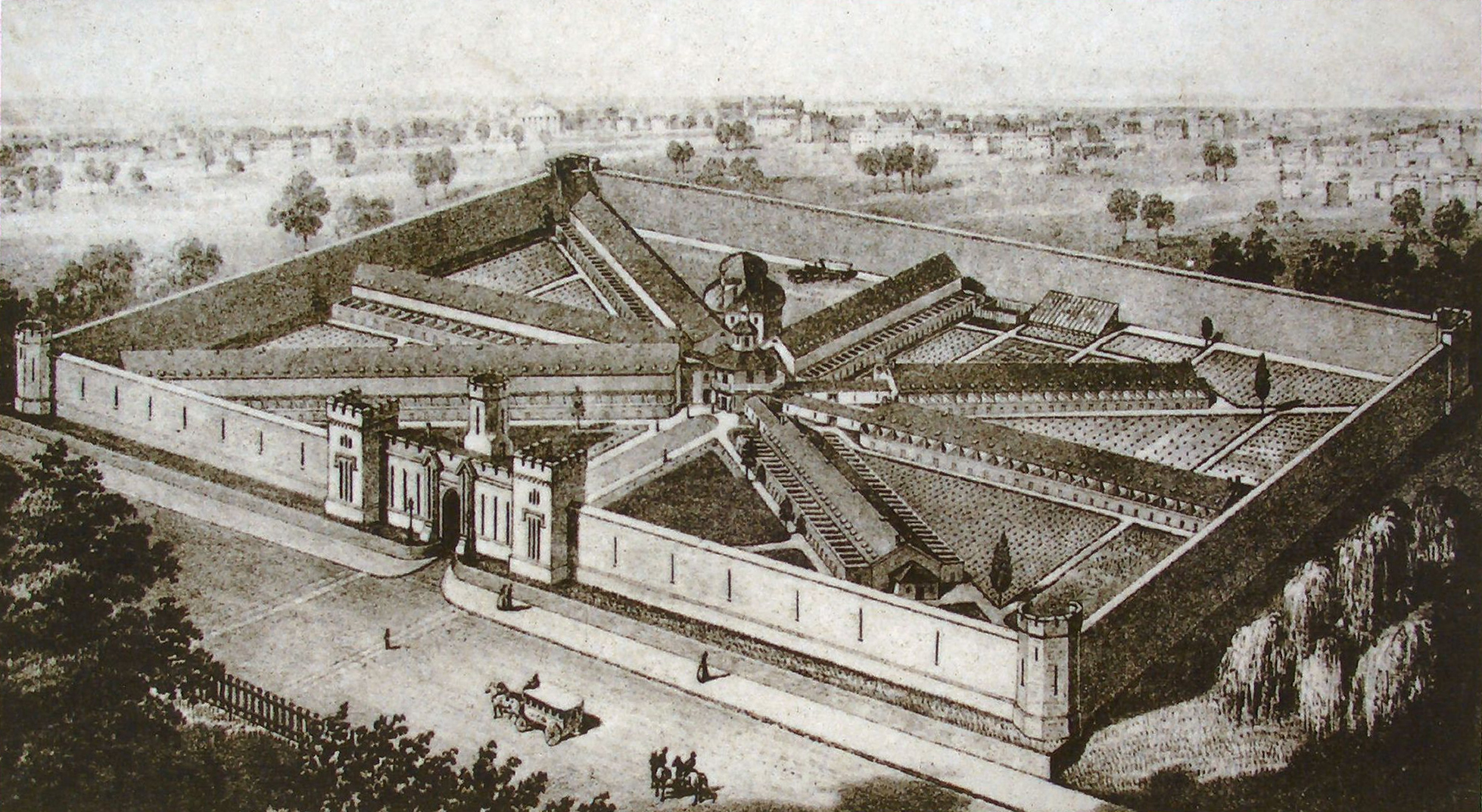
Eastern State Penitentiary, Philadelphia (1821–1892)

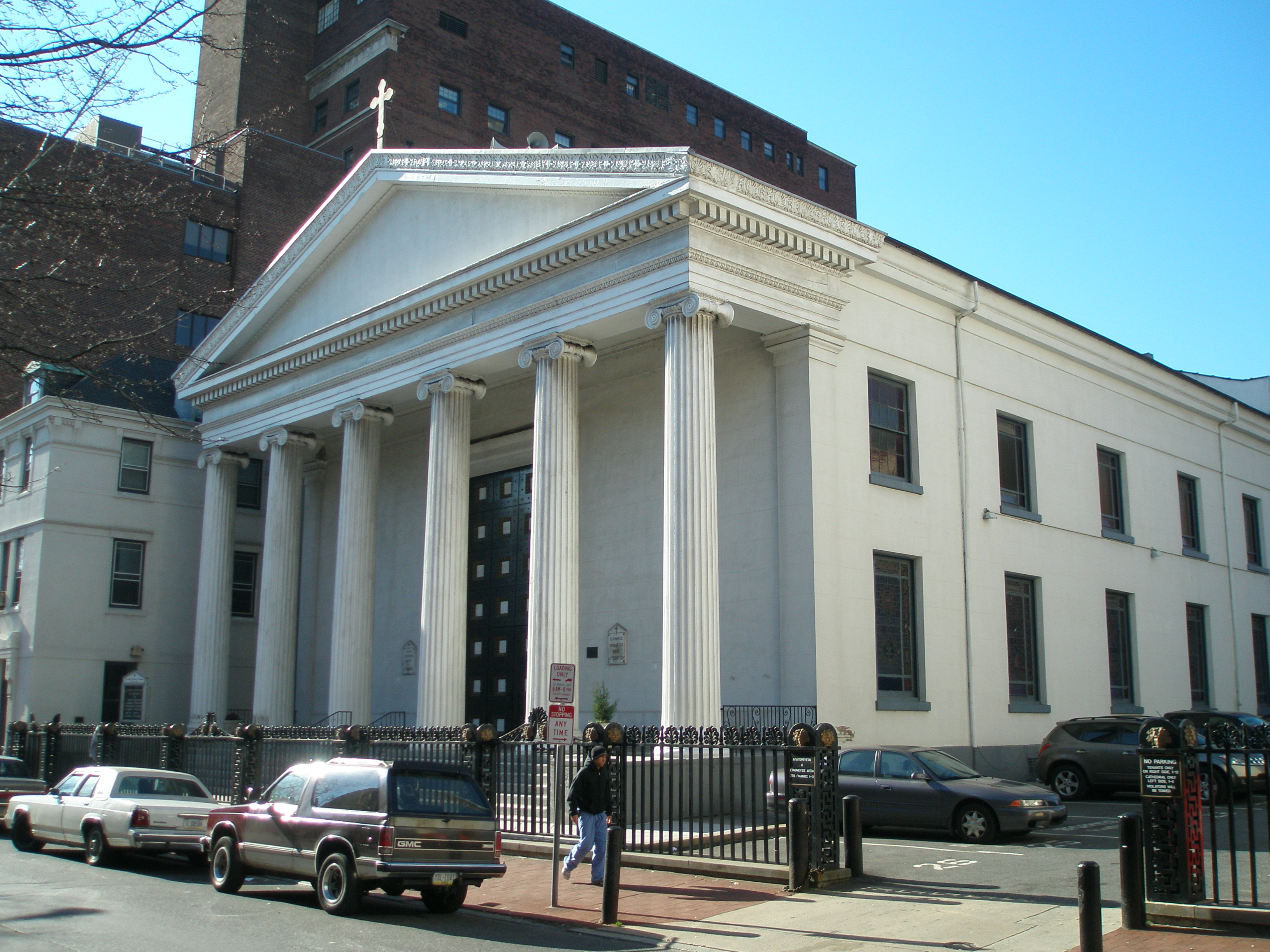
St. Andrew's Episcopal Church (1822–1823) – heute Greek Orthodox Cathedral of St. George

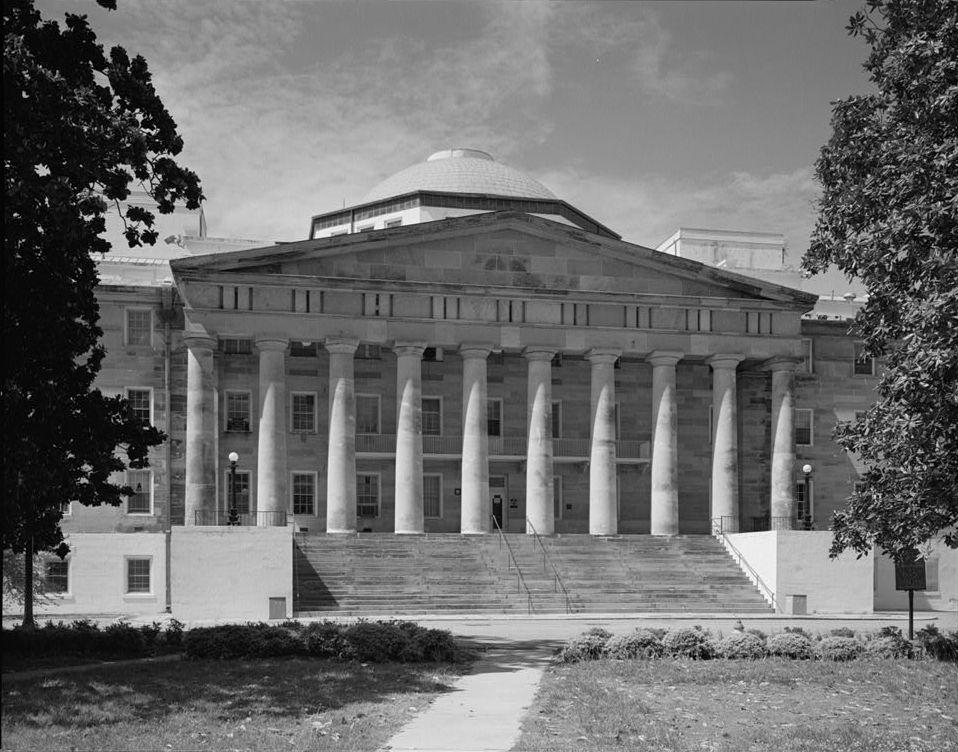
U.S. Naval Asylum, Portsmouth, Virginia (1827)

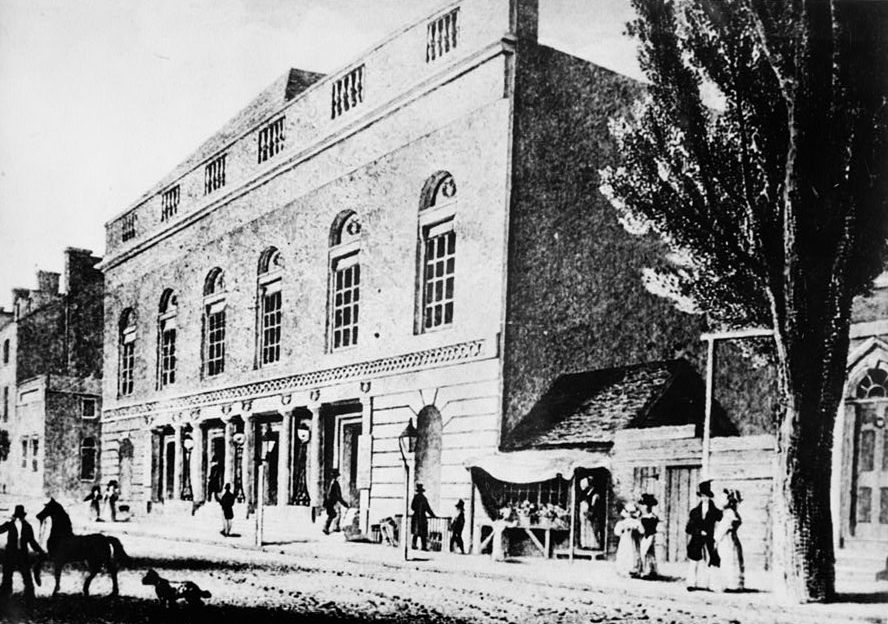
Walnut Street Theater, Philadelphia (1827–1828)

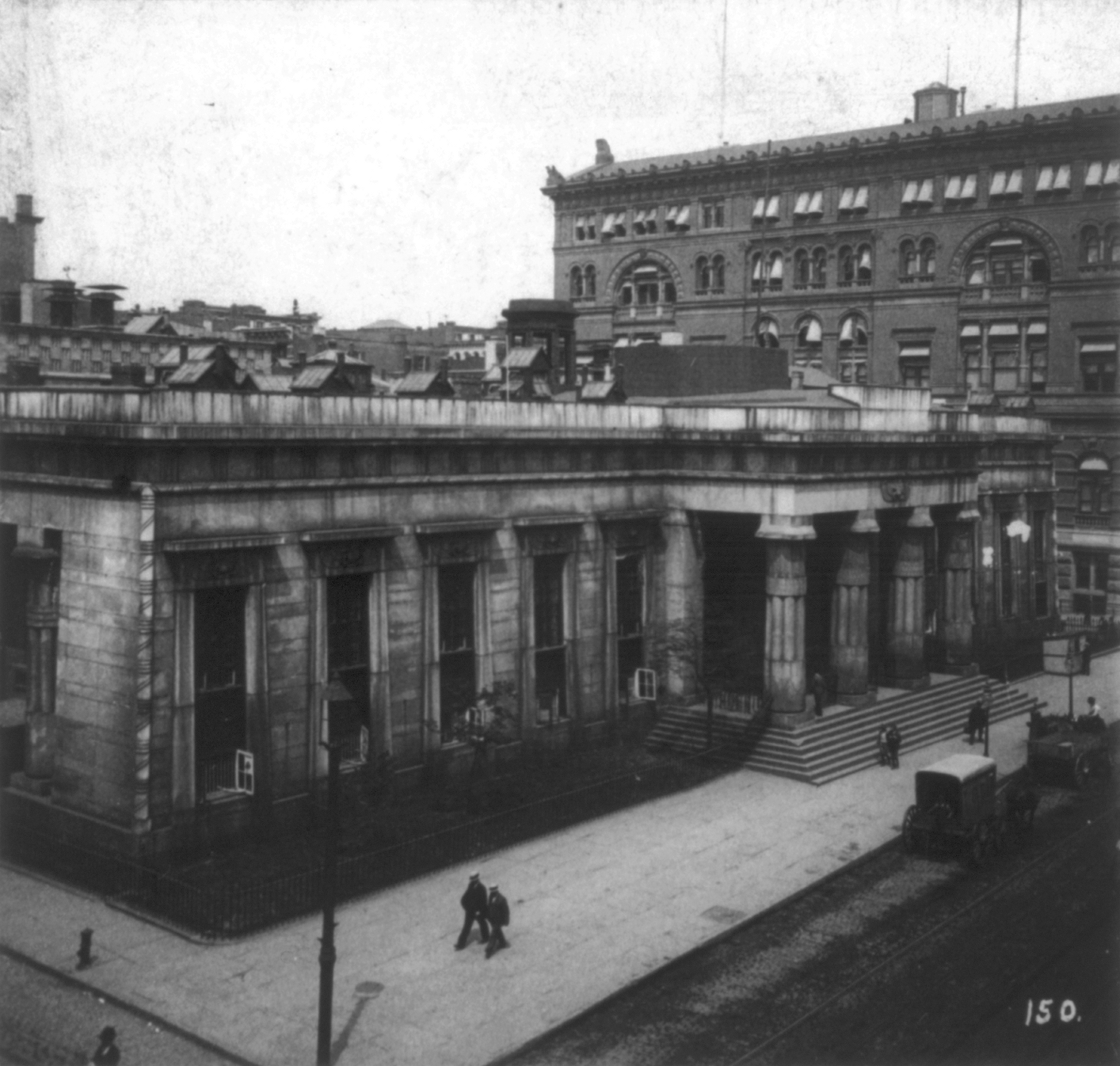
The Tombs (New York City Hall of Justice) (1835–1838) (1902 abgerissen)

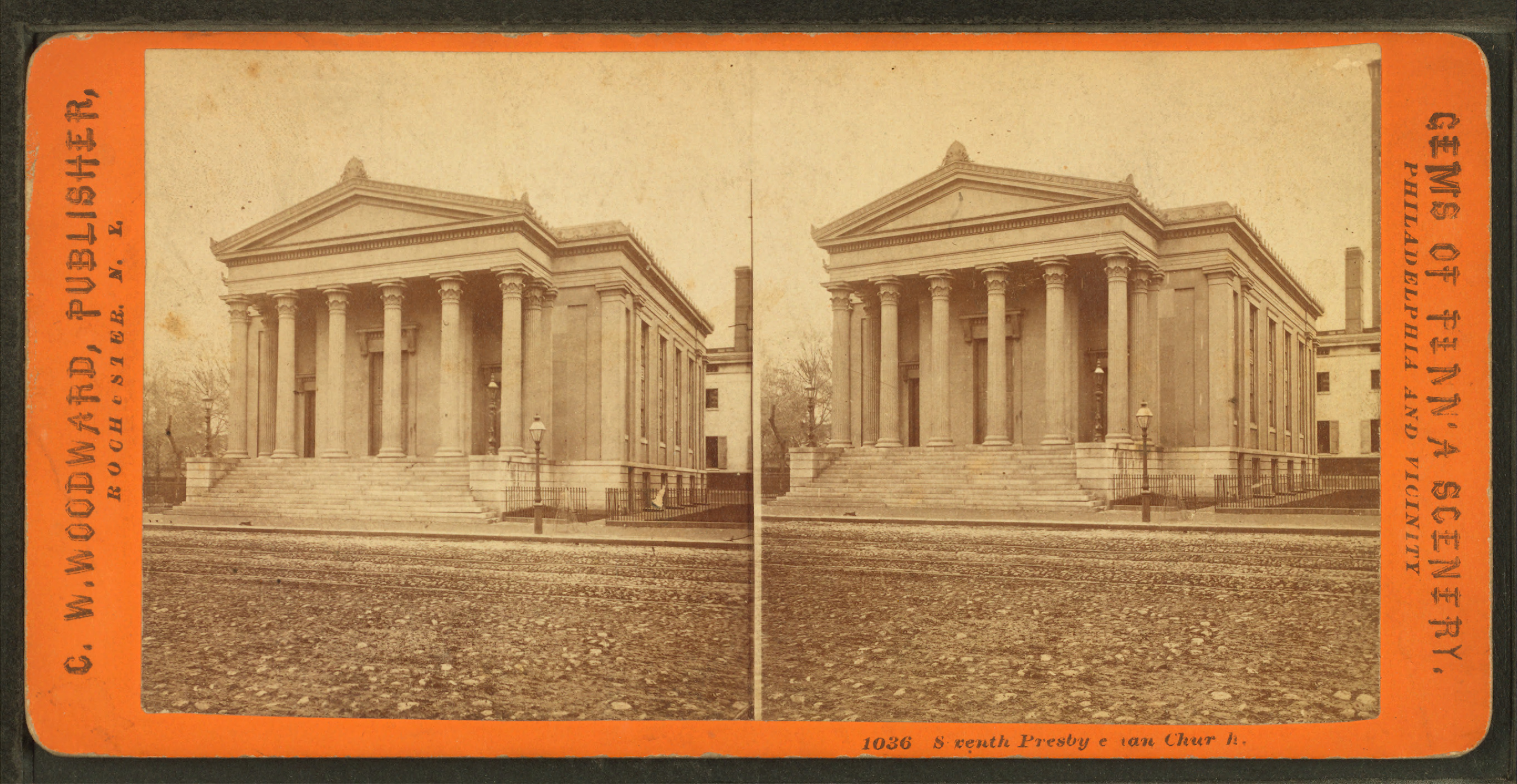
Washington Square Presbyterian Church (1820–1822) (1939 abgerissen)

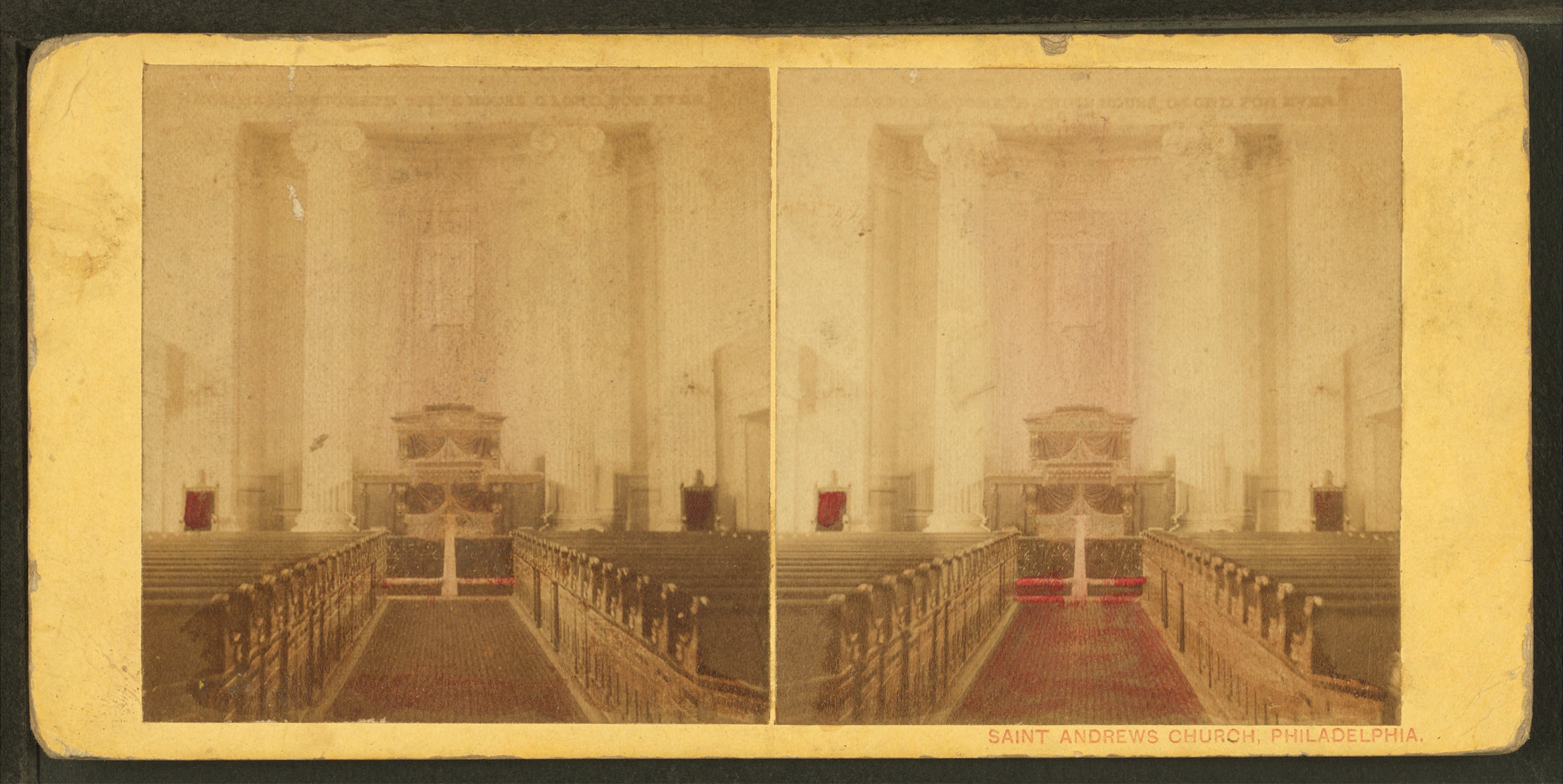
Innenraum der St. Andrews Church

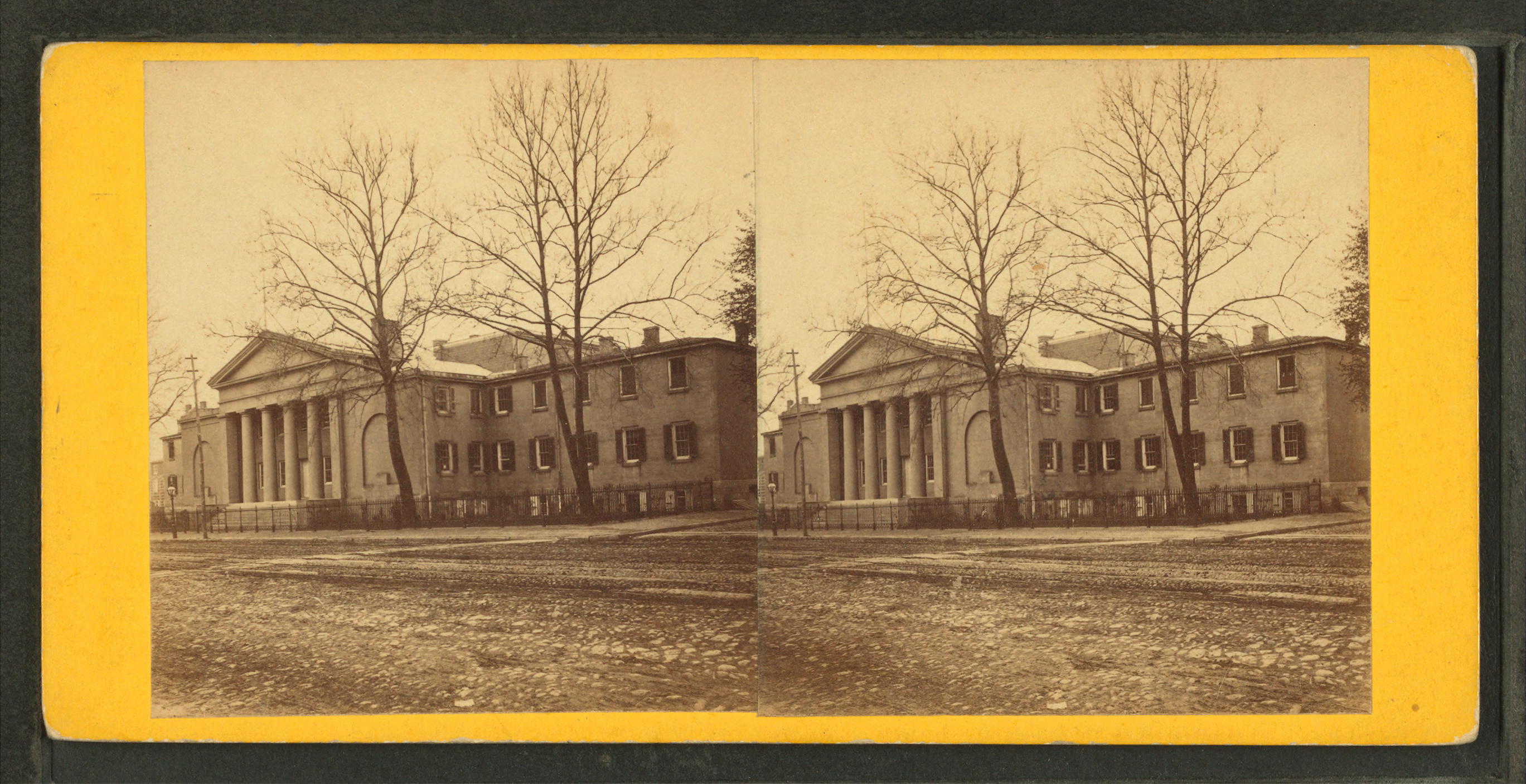
Pennsylvania Asylum for the Deaf and Dumb (1824–1826) – heute Dorance Hamilton Hall

John Haviland (* 15. Dezember 1792 in Gundenham, England; † 28. März 1852 in Philadelphia, USA) war ein US-amerikanischer Architekt, der eine Hauptfigur des amerikanischen Klassizismus war und zu den namhaftesten Architekten Philadelphias im 19. Jahrhundert gehört. Bekanntheit erreichte er insbesondere durch seine Gefängnisbauten.

## Biografie
John Haviland wurde 1792 in Gundenham, in der Nähe von Taunton in Somerset, England, geboren. 1811 ging er bei dem Londoner Architekten James Elmes in die Lehre. 1815 hatte er ein erfolgloses Treffen mit dem russisch-kaiserlichen Ingenieur-Korps. Jedoch traf er in Russland auf Georg von Sonntag und John Quincy Adams, die ihn dazu ermutigten, in den Vereinigten Staaten zu arbeiten.
1816 kam er in Philadelphia an und etablierte sich bald als einer der wenigen professionellen Architekten der Stadt. John Haviland und Mary Wright von Sonntag (Tochter von Captain Wilhelm Ludwig von Sonntag des Französischen Heers und Schwester von Georg von Sonntag) wurden am 2. Juli 1819 von William White, dem Bischof von Pennsylvania, getraut. Aus der Ehe ging ein Sohn hervor – John von Sonntag de Havilland.
1818 schrieb Haviland das Buch The Builder's Assistant, das in drei Bänden aufgelegt wurde (1818–1821), um damit – wie mit seiner Lehrtätigkeit – sein dürftiges Einkommen als Architekt aufzubessern. Dies war eine der frühesten Architekturbücher, das in Nordamerika geschrieben und veröffentlicht wurde und wahrscheinlich das erste, das die fünf klassischen griechischen und römischen Säulenordnungen beinhaltete – für Baumeister, Zimmerer, Maurer, Stuckateure, Tischler und Schnitzer („for the use of builders, carpenter, mason, plasterers, cabinet makers, and carvers...“). 1830 erschien es erneut in vier Bänden.
Teilweise bedingt durch The Builder's Assistant erhielt Haviland in der Folgezeit die wohl bedeutendsten Aufträge in Philadelphia. So entwarf er dort das erste Gefängnis der USA, das im Einklang mit den Ideen englischer Reformer war: das Eastern State Penitentiary (1821–1837) im gotischen Stil mit Zinnen. Ebenso entwarf er das Franklin Institute (1825–1826) (heute das Atwater Kent Museum) in Philadelphia mit einer strengen Greek Revival Fassade, die auf dem Monument des Thrasyllus in Athen basiert sowie das Pennsylvania Institution for the Deaf and Dumb (heute: Dorrance Hamilton Hall, University of the Arts (Philadelphia)).
Haviland eröffnete eine Zeichenschule mit Hugh Bridgport und lehrte später Zeichnen am o. g. Franklin Institute.
Haviland realisierte eigene, spekulative Immobilienprojekte, darunter Laden-Arkaden in Philadelphia und New York als auch einen Vergnügungspark, der sich als Flop erwies und schließlich abgerissen wurde. Dies führte dazu, dass Haviland in den 1830er Jahren Konkurs anmelden musste, was seinem Ruf in Philadelphia schadete. Andernorts brachte ihm sein Ruf als Architekt für Gefängnisse wichtige Aufträge – u. a. für Gefängnisse in New Jersey, Missouri, Rhode Island und Arkansas.
Viele Kirchen und Privathäuser entwarf er überwiegend im Greek-Revival-Stil. Doch The New York Halls of Justice and House of Detention (The Tombs) (1835–1838) wurde im Egyptian-Revival-Stil erbaut. Es sollte jedem, der es sah, Ehrfurcht und Schrecken einflößen. Erstmals verwandte er ägyptische Details beim New Jersey State Penitentiary in der Nähe von Trenton (1832–1836). Dies geschah teilweise aus Sparsamkeitsgründen, aber auch um eine Vorstellung von dem Leid zu geben, welches die Menschen erwartete, die dort eingekerkert werden sollten. So entwarf er das Gebäude erhaben, robust und furchteinflößend – durch große Bereiche mit nackten Wänden und einem düsteren Säulengang, der sich zwischen zwei Pylonen erstreckt. Ägyptische Elemente finden sich auch beim Essex County Court House and Gaol in Newark, New Jersey (1836–1838). Dieses Engagement brachte Haviland den Ruf ein, der bedeutendste Architekt des amerikanischen Egyptian Revival zu sein.
Haviland war Ehrenmitglied und korrespondierendes Mitglied des Royal Institute of British Architects. Er starb am 28. März 1852 in Philadelphia, wo er in der Familiengruft der St. Andrews Church beigesetzt wurde, die er selbst entworfen hatte und die heute die Greek Orthodox Cathedral of St. George ist.
Heute erinnert man sich hauptsächlich der Gefängnisbauten, die Haviland errichtete. Das von ihm entworfene Philadelphia Eastern State Penitentiary, in dem bis in die 1960er Jahre Häftlinge einsaßen, ist heute eine beliebte Touristenattraktion.

## Architektonisches Schaffen (Auswahl)

### Gebäude in Philadelphia
- An- und Umbauten an der Old City Hall (erbaut: 1791) (5th Street und Chestnut Street) (1820)
- First Presbyterian Church (Washington Square Presbyterian), Südostecke der 7th Street und Locust Street (1820–1822) (abgerissen 1939)
- St. Andrews Episcopal Church, 256 South 8th Street (1822–1823) – seit 1922 die Greek Orthodox Cathedral of St. George
- Pennsylvania Institution for the Deaf and Dumb, Nordwest Ecke der Broad Street und Pine Street (1824–1826) – heute die Dorance Hamilton Hall, University of the Arts (Philadelphia)
- Franklin Institute, 15 South 7th Street (1825) – heute Atwater Kent Museum
- Philadelphia Arcade, 615-619 Chestnut Street (1826–1827) (1860 abgerissen)
- Walnut Street Theater, 9th Street und Walnut Street (1827–1828) – das älteste, ununterbrochen betriebene Theater in den Vereinigten Staaten
- Eastern State Penitentiary, Fairmount Avenue zwischen der Corinthian Avenue und der North 22nd Street (1821–1829)
- Boston Row, Nordwestecke 12th Street und Chestnut Street (1830)[5]
- Independence Hall, 5th Street und 6th Street, Renovierung des zweiten Stockwerks (1831) und Restaurierung der Versammlungshalle (1833)
- Chinese pagoda and Labyrinthine Garden (1828) — 24th Street und Fairmount Avenue. Dieser Vergnügungspark war ein Flop und wurde wenig später abgerissen.[4]
- Pennsylvania Fire Insurance Company (1835) (Walnut Street zwischen der 5th Street und 6th Street) – hiervon existiert nur noch die ägyptische Front, die in ein modernes Hochhaus integriert wurde.

### Gebäude andernorts
- U.S. Naval Asylum, Portsmouth, Virginia (1827)[6]
- Miner's Bank, Pottsville, Pennsylvania (1830–1831) (wurde später abgerissen)
- New Jersey State Penitentiary in der Nähe von Trenton (1832–1836)
- Wiederaufbau des Pittsburgh Penitentiary (Western Penitentiary) (1833–1836)
- The Tombs (Hall of Justice), New York City (1835–1838) (1902 abgerissen)
- Missouri State Penitentiary, Jefferson City, Missouri (1836) (2004 geschlossen)
- Essex County Court House and Jail, New Street, Newark, New Jersey (1836–1838) – heute in einem verfallenen Zustand[1]
- Berks County Jail, Reading, Pennsylvania (1848)
- Pennsylvania State Lunatic Hospital, Harrisburg, Pennsylvania (1848–1851)
- Lancaster County Jail, 625 East King Street, Lancaster, Pennsylvania (1851)[7]
- Rhode Island State Penitentiary
- (Old) Allegheny County Jail, Pittsburgh, Pennsylvania
- York County Hall, York, Pennsylvania
- Newark County Hall, Newark, New Jersey[8]